# Alausius
Alausius is een geslacht van hooiwagens uit de familie Cranaidae.
De wetenschappelijke naam Alausius is voor het eerst geldig gepubliceerd door Roewer in 1932. 

## Soorten
Alausius is monotypisch en omvat slechts de volgende soort:
- Alausius mirus